# Hymn Mozambiku
Pátria Amada (pol. „Kochana Ojczyzno”) – hymn państwowy Mozambiku. Zastąpił on w roku 2002 pieśń „Wiwat, wiwat FRELIMO”, która była hymnem w latach 1975–2002.
Tekst w języku portugalskim:
Na memória de África e do Mundo

Pátria bela dos que ousaram lutar

Moçambique, o teu nome é liberdade

O Sol de Junho para sempre brilhará
Refren x2:

Moçambique nossa pátria gloriosa

Pedra a pedra construindo um novo dia

Milhões de braços, uma só força

Oh pátria amada, vamos vencer
Povo unido do Rovuma ao Maputo

Colhe os frutos do combate pela paz

Cresce o sonho ondulando na bandeira

E vai lavrando na certeza do amanhã
Refren x2
Flores brotando do chão do teu suor

Pelos montes, pelos rios, pelo mar

Nó juramos por ti, oh Moçambique

Nenhum tirano nos irá escravizar
Refren x2